# Fritz Anton Murawski
Fritz Anton Murawski (* 28. September 1879 in Stettin (heute:Szczecin); † 14. April 1935 in Hanau) war Abgeordneter des Provinziallandtages der preußischen Provinz Hessen-Nassau.

## Leben
Fritz Anton Murawski kam 1905 aus seiner pommerschen Heimat im Jahre 1905 nach Hanau, wo er seinen Beruf als Töpfermeister ausübte. Er engagierte sich politisch bei der Hessen-Nassauischen Arbeitsgemeinschaft und erhielt 1921 ein Mandat für den Kurhessischen Kommunallandtag des Regierungsbezirks Kassel, aus dessen Mitte er zum Abgeordneten des Provinziallandtages der Provinz Hessen-Nassau bestimmt wurde. 